# Basahiya
Basahiya (nep. बसहिया) – gaun wikas samiti w środkowej części Nepalu w strefie Dźanakpur w dystrykcie Dhanusa. Według nepalskiego spisu powszechnego z 2011 roku liczył on 1213 gospodarstw domowych i 7558 mieszkańców (3668 kobiet i 3890 mężczyzn).